# 王毅之
王毅之（1915年9月19日—2001年7月8日），曾用名王继钧，男，河南沁阳人，中华人民共和国政治人物。曾任中华人民共和国轻工业部副部长。

## 生平
1934年9月加入中国共产党，曾任中共豫晋边中心区委书记、晋豫三地委书记、太岳一地委书记、太岳四地委书记。
1949年后，历任轻工业部油脂局副局长、局长，1957年任食品工业部部长助理、党组成员。1960年任轻工业部副部长（1960-1965，1976-1982），曾兼任中国烟草工业总公司第一任总经理，1982年任轻工业部顾问。晚年主编84万字的《当代中国轻工业》一书。

## 头衔
- 中共七大代表
- 第六、七届全国政协委员
- 中国造纸学会第二、三届理事长